# Deyver Vega
Deyver Antonio Vega Álvarez (Quesada, 19 settembre 1992) è un calciatore costaricano, centrocampista del Saprissa.